# Chale (Royaume-Uni)
Chale est un village et une paroisse civile de l'île de Wight, en Angleterre.

## Toponymie
Chale provient du vieil anglais ceole « gorge, ravin ». Ce toponyme est attesté sous la forme Cela dans le Domesday Book, compilé en 1086.

## Géographie
Chale se situe dans le sud-ouest de l'île de Wight, sur le littoral de la Manche. Le cap de St Catherine's Point se situe juste à l'est. Au sud se trouve le ravin de Blackgang Chine qui abrite depuis 1843 un parc d'attractions. Le village est traversé par la route A3055 (en), qui longe la côte ouest de l'île de Totland au nord jusqu'à Niton au sud.
Pour les élections à la Chambre des communes, Chale est rattaché, comme le reste de l'île de Wight, à la circonscription d'Isle of Wight.

## Histoire
Le Domesday Book indique que Chale compte 10 habitants en 1086. Il est partagé entre deux propriétaires : Wulfsi, déjà seigneur d'une partie du manoir en 1066, et Guillaume Fitz Stur, qui en détient la majeure partie. Sa valeur en 1086 est estimée à 2 livres pour la part de Guillaume Fitz Stur et 10 shillings pour celle de Wulfsi
Le manoir de Chale est acheté en 1562 par John Worsley. Il se transmet jusqu'en 1810 parmi ses descendants, qui reçoivent le titre de baronnets Worsley (en) d'Appuldurcombe en 1611. L'un d'eux, le septième baronnet Richard Worsley, aurait confié le manoir de Chale Farm à son fils illégitime Thomas en 1797.

## Démographie
Au recensement de 2011, la paroisse civile de Chale, qui comprend également les villages et hameaux de Blackgang et Chale Green (en), comptait 639 habitants.
| Année | Population |
| ----- | ---------- |
| 1801  | 391        |
| 1811  | 406        |
| 1821  | 473        |
| 1831  | 544        |
| 1841  | 610        |
| 1851  | 629        |
| 1881  | 681        |
| 1891  | 607        |
| 1901  | 543        |
| 1911  | 565        |
| 1921  | 568        |
| 1931  | 514        |
| 1951  | 549        |
| 1961  | 511        |
| 2011  | 639        |

## Culture locale et patrimoine
L'église paroissiale de Chale est dédiée à saint André. Le bâtiment remonte en majeure partie au XIVe siècle, avec des ajouts au XVe siècle. Elle constitue un monument classé de grade II* depuis 1967.